# Eleutherodactylus andrewsi
Eleutherodactylus andrewsi är en groddjursart som beskrevs av W. Gardner Lynn 1937. Eleutherodactylus andrewsi ingår i släktet Eleutherodactylus och familjen Eleutherodactylidae. IUCN kategoriserar arten globalt som starkt hotad. Inga underarter finns listade i Catalogue of Life.